# Karczów (Dąbrowa)
Karczów  (deutsch  Schönwitz, 1945–1948 Synowice) ist ein Ort in der Landgemeinde Dambrau (Dąbrowa) im Powiat Opolski der Woiwodschaft Opole (Oppeln) in Polen.

## Geographie
Karczów liegt etwa zwei Kilometer nordöstlich von Dambrau und neun Kilometer westlich von Opole (Oppeln) in der Nizina Śląska (Schlesische Tiefebene). Durch das Dorf verläuft die Droga krajowa 94.
Nachbarorte von Karczów sind im Nordwesten Skarbiszów (Karbischau), im Südwesten Dąbrowa (Dambrau) und im Westen Ciepielowice (Scheppelwitz). Im Südosten liegt der zur Stadt Oppeln gehörende Ort Wrzoski (Wreske).

## Geschichte

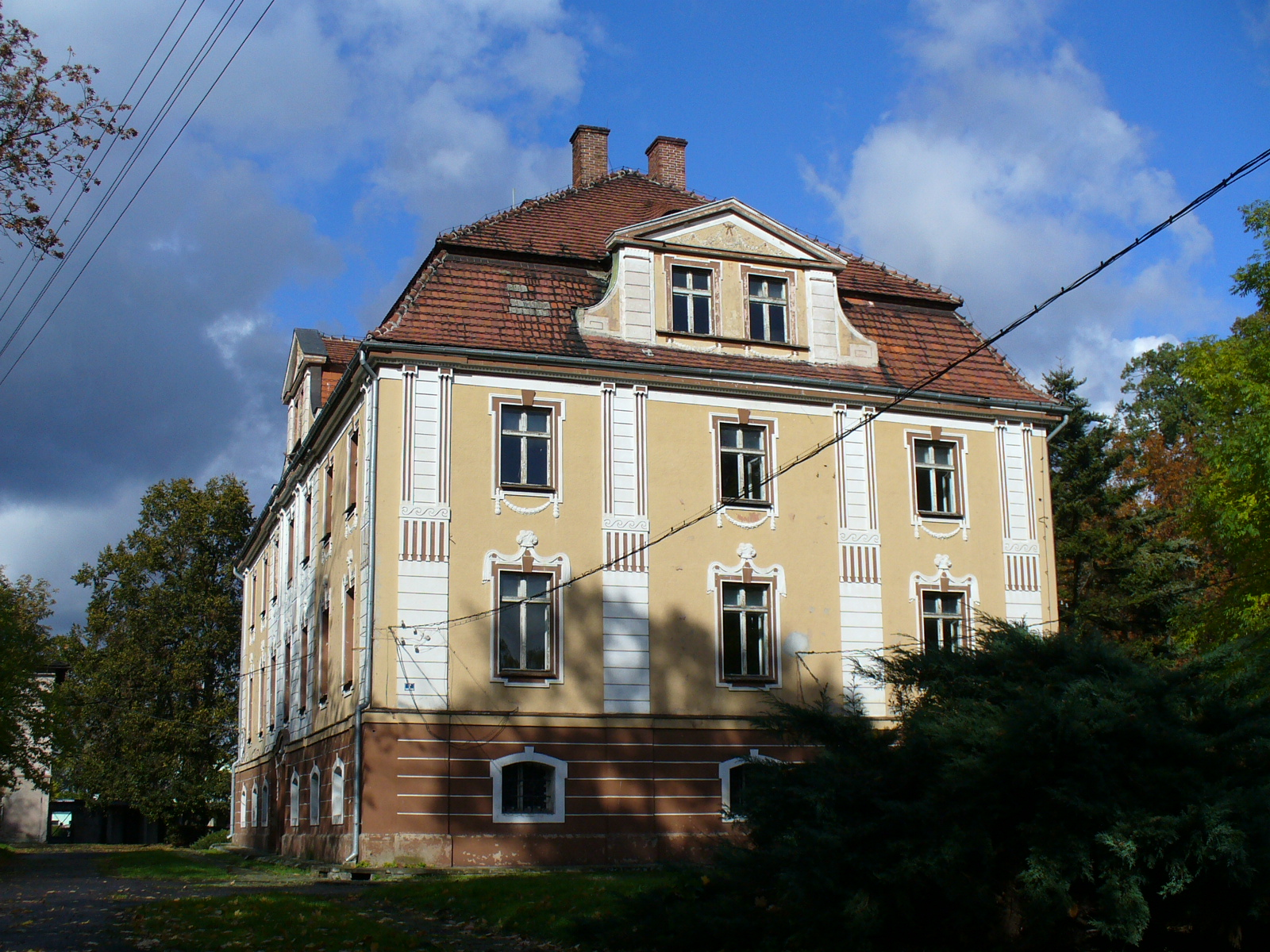
Gutshof Schönwitz

Schönwitz wurde vermutlich im 13. Jahrhundert nach Deutschem Recht gegründet. Erstmals urkundlich erwähnt wurde „Schenewitz“ im Jahr 1350. Für das Jahr 1471 ist es in der Schreibweise Schönwitz belegt. 1594 wurde eine Kirche errichtet und 1679 wurde es als  „Villa Szenowic“ erwähnt. 1686 wurde das Dorf als Schneowicz und 1687 als Schoenowitz erwähnt.
Nach dem Ersten Schlesischen Krieg 1742 fiel Schönwitz mit dem größten Teil Schlesiens an Preußen. 1743 und 1783 wurde der Ort als Schönwitz registriert. 1783 bestanden im Dorf 19 Bauern-, 30 Gärtner- und 18 Häuslerstellen. Die Einwohnerzahl lag bei 421. Im Jahr 1791 errichtete der Gutsherr Friedrich Leonhard Conrad von Tschirschky und Bögendorff ein Schloss.
Nach der Neuorganisation der Provinz Schlesien gehörte die Landgemeinde Schönwitz ab 1816 zum Landkreis Falkenberg O.S., mit dem sie bis 1945 verbunden blieb. 1845 bestanden im Dorf ein Schloss, eine katholische Kirche, eine Brauerei, eine Brennerei und 91 Häuser. Im gleichen Jahr lebten in Schönwitz 782 Menschen, davon 358 katholisch. 1855 lebten 792 Menschen im Ort. 1865 zählte das Dorf 16 Bauern, 32 Gärtner- und 43 Häuslerstellen sowie 389 Einwohner. Die einklassige evangelische Schule wurde im gleichen Jahr von 92 Kindern besucht. 1874 wurde der Amtsbezirk Schönwitz gegründet, dem die Landgemeinden Schönwitz und der Gutsbezirk Schönwitz eingegliedert wurden. Erster Amtsvorsteher war der Rittergutsbesitzer Walter in Schönwitz. Letzte Eigentümer des Ritterguts Schönwitz waren Berndt und Rosemarie von Wichelhaus (geborene von Treu, später von Münchhausen). Die Familie v. Wichelhaus besaß und bewirtschaftete in Oberschlesien neben Schönwitz auch die Gutsbetriebe Norok mit dem Vorwerk Ferdinandshof, Niewodnik, Karbischau, Schosnitz, Birkental, Rittergut Birkholz und die Herrschaft Halbendorf mit dem Rittergut Preisdorf. 1885 zählte Schönwitz 651 Einwohner. 1891 wurde die evangelische Pfarrei Schönwitz/Dambrau gegründet. Im gleichen Jahr wurde die evangelische Kirche im Ort durch die Unterstützung der Familie Wichelhaus erbaut.
1933 lebten 793 Einwohner in Schönwitz, 1939 waren es 794 Einwohner. Bis Kriegsende 1945 gehörte der Ort zum Landkreis Falkenberg O.S.
Die Rote Armee rückte bereits am 24. Januar 1945 in Schönwitz ein. Wochenlang befand um Schönwitz die Front. Danach kam der bisher deutsche Ort unter polnische Verwaltung, wurde zunächst in Synowice umbenannt und der Gmina Dąbrowa angeschlossen. Die verbliebene deutsche Bevölkerung wurde im Juni 1946 vertrieben. 1948 wurde Synowice in Karczów umbenannt. 1950 wurde Karczów der Woiwodschaft Opole zugewiesen. Seit 1999 gehört Karczów zum  Powiat Opolski.

## Sehenswürdigkeiten
- Die römisch-katholische Mariä-Himmelfahrt-Kirche wurde am 6. Dezember 1906 im neuromanischen Stil unter dem Patronat der Familie v. Wichelhaus geweiht.
- Die evangelische Kirche wurde 1891 durch die Familie v. Wichelhaus errichtet. Der evangelische Friedhof war bereits 1840 angelegt worden.
- Das neobarocke Schloss Schönwitz wurde im Jahr 1880 durch Friedrich v. Wichelhaus erbaut. Heute befindet dich die Anlage in Privatbesitz.

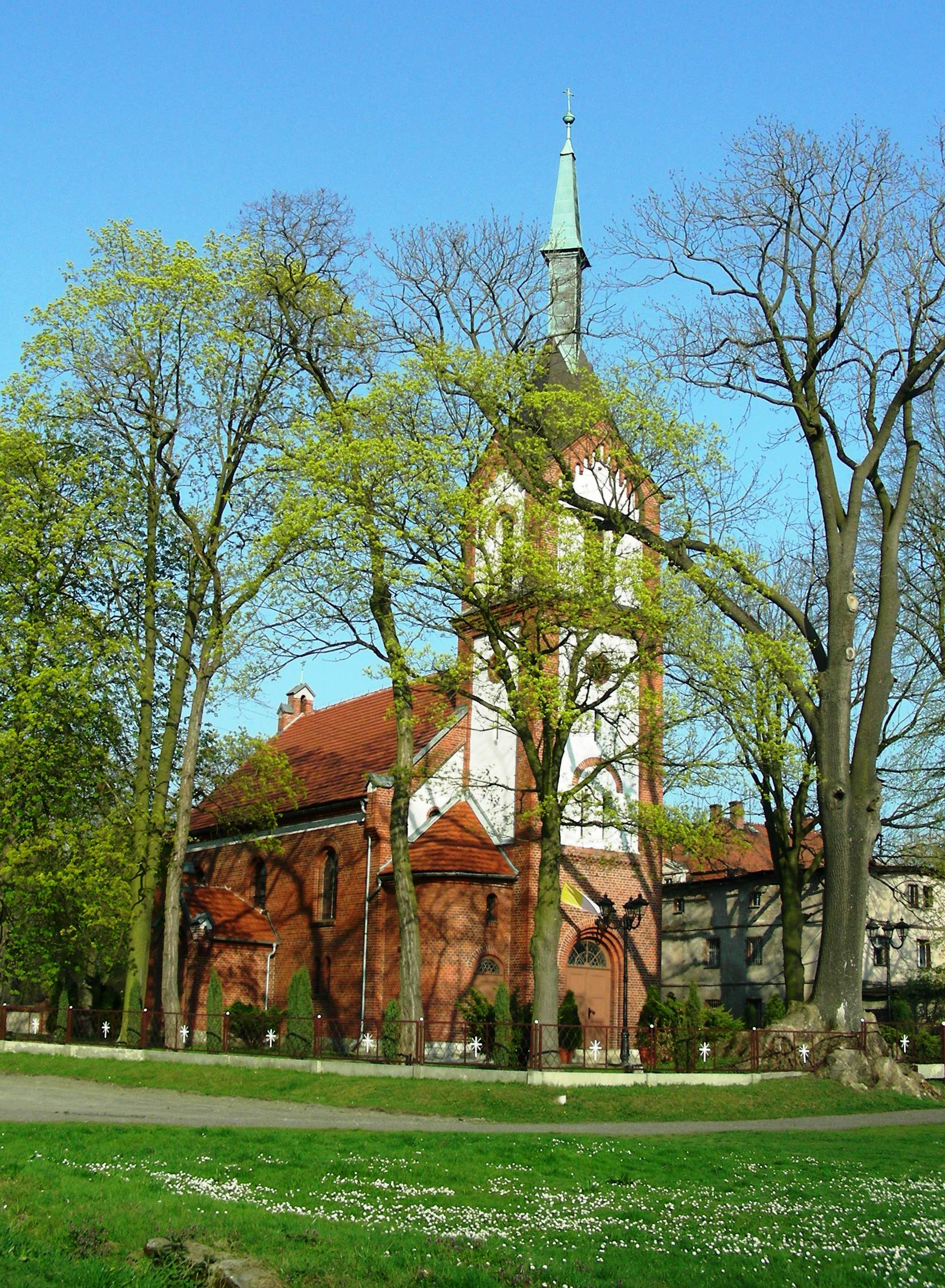
Mariä-Himmelfahrt-Kirche
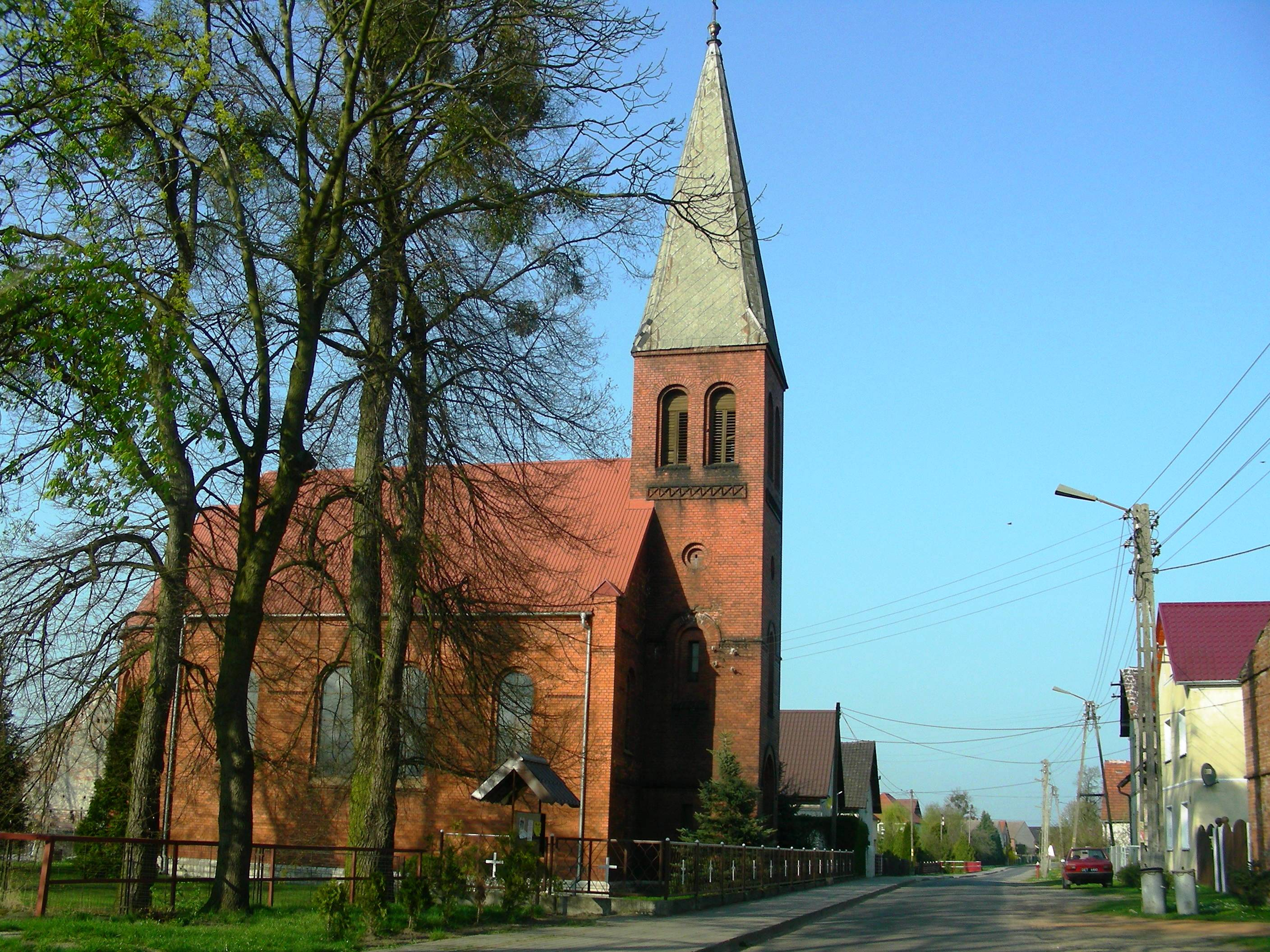
Evangelische Kirche

## Persönlichkeiten
- Heinrich Gotthard von Naefe (1722–1752), preußischer Landrat